# Niemieccy Chrześcijanie

Flaga Niemieckich Chrześcijan

Niemieccy Chrześcijanie (niem. Deutsche Christen) – pronazistowski ruch religijny w niemieckim protestantyzmie, istniejący w latach 1932–1945.

## Historia

### Początki
Ruch został oficjalnie założony 9 września 1932 przez berlińskiego pastora Joachima Hossenfeldera, jako organizacja ogólnoniemiecka. W programie ruchu podkreślono nadrzędność niemieckiego nacjonalizmu i rasizmu nad dotąd tradycyjnie głoszonymi wartościami chrześcijańskimi. Ruch nakreślił następujące cele: zakaz prokreacji z „obcymi rasami” (chodziło głównie o Żydów), wykluczenie osób pochodzenia żydowskiego z Kościoła, stworzenie jednolitego „Kościoła Rzeszy” (zamiast dotychczasowych 29 Kościołów w danych krajach związkowych), odrzucenie Starego Testamentu i „weryfikacja” Nowego Testamentu w celu usunięcia z niego elementów tradycji i kultury żydowskiej, ochrona „czystości rasy niemieckiej” przez odrzucenie „niedotykalnych” i „niepełnowartościowych” (czyli osób narodowości innych, niż niemiecka, chorych i upośledzonych) oraz zniszczenie marksizmu. Członkowie ruchu w latach 30. aktywnie propagowali antysemityzm i faszyzm w ścisłej współpracy z NSDAP. Stworzyli własną literaturę religijną i własne nabożeństwa. Najwięcej zwolenników zdobyli w Prusach, gdzie poparła ich 1/3 protestantów. Znacznie mniejszym poparciem cieszyli się w pozostałych krajach związkowych.

### Opozycja i rozpad ruchu
Wyraźnie antychrześcijański charakter ruchu od początku wywołał sprzeciw pozostałych protestantów, którzy powołali w 1932 opozycyjny wobec nazizmu Ruch Młodoreformacyjny, a następnie Kościół Wyznający. Nie mogli jednak odnieść sukcesu w walce przeciwko ruchowi popieranemu przez totalitarny reżim Adolfa Hitlera. W lipcu 1933 Niemieccy Chrześcijanie uzyskali większość głosów we władzach kościelnych; podporządkowała im się 1/3 pastorów.
Wkrótce ruch zaczął ulegać wewnętrznemu rozpadowi: pojawiły się w nim tendencje do stworzenia „ponadwyznaniowego” (katolicko-protestanckiego) Kościoła dla „wszystkich Niemców” oraz dążenie do uczynienia z niego formy przejściowej pomiędzy chrześcijaństwem a nową religią aryjską z elementami etnicznych wierzeń przedchrześcijańskich. Już w 1934 wszystkie pozostałe organizacje religijne zaczęły wycofywać się ze współpracy z Niemieckimi Chrześcijanami, którzy masowo tracili też zwolenników. Ruch rozpadł się na 32 rywalizujące frakcje. W obliczu klęski ruchu w 1937 złożył dymisję jego założyciel i przywódca Hossenfelder.
Po klęsce nazizmu w 1945 Niemieccy Chrześcijanie dalej usiłowali przetrwać pod zmienionymi nazwami na terenie RFN (w NRD ich działalność była uznana za przestępstwo). Członkowie ruchu próbowali wpływać na zmianę wizerunku ruchu w opracowaniach historycznych, ale bez większego powodzenia. Działalność „faszyzujących” grup tego typu zakończyła się w latach 70. XX w.

## Literatura dodatkowa
- Karol Jonca, Kościół ewangelicki w Trzeciej Rzeszy wobec ideologii narodowego socjalizmu w latach 1933-1935 /w:/ "Studia nad Faszyzmem i Zbrodniami Hitlerowskimi", t. VI (1980).